# Arden-Arcade
Arden-Arcade és una població dels Estats Units a l'estat de Califòrnia. Segons el cens del 2000 tenia 96.025 habitants.

## Demografia
Segons el cens del 2000, Arden-Arcade tenia 96.025 habitants, 42.987 habitatges, i 23.427 famílies. La densitat de població era de 1.963,7 habitants/km².
Dels 42.987 habitatges en un 24,5% hi vivien nens de menys de 18 anys, en un 37,8% hi vivien parelles casades, en un 12,4% dones solteres, i en un 45,5% no eren unitats familiars. En el 36,3% dels habitatges hi vivien persones soles l'11,2% de les quals corresponia a persones de 65 anys o més que vivien soles. El nombre mitjà de persones vivint en cada habitatge era de 2,19 i el nombre mitjà de persones que vivien en cada família era de 2,88.
Per edats la població es repartia de la següent manera: un 21,4% tenia menys de 18 anys, un 10,5% entre 18 i 24, un 29% entre 25 i 44, un 22,5% de 45 a 60 i un 16,6% 65 anys o més.
L'edat mediana era de 38 anys. Per cada 100 dones de 18 o més anys hi havia 86,7 homes.
La renda mediana per habitatge era de 40.335 $ i la renda mediana per família de 51.152 $. Els homes tenien una renda mediana de 38.935 $ mentre que les dones 31.743 $. La renda per capita de la població era de 26.530 $. Entorn del 9,9% de les famílies i el 13,7% de la població estaven per davall del llindar de pobresa.

## Poblacions més properes
El següent diagrama mostra les poblacions més properes.